# Алгашинское сельское поселение
Алга́шинское се́льское поселе́ние (чув. Улхаш ял тӑрӑхӗ) — муниципальное образование в составе Цильнинского района Ульяновской области. Административный центр — село Старые Алгаши.

## История
Статус и границы сельского поселения установлены Законом Ульяновской области от 13 июля 2004 года № 043-ЗО «О муниципальных образованиях Ульяновской области».

## Население
| 2010  | 2012  | 2013  | 2014  | 2015  | 2016  | 2017  |
| ----- | ----- | ----- | ----- | ----- | ----- | ----- |
| 3937  | ↘3872 | ↘3768 | ↘3701 | ↘3674 | ↘3622 | ↘3522 |
| 2018  | 2019  | 2020  | 2021  |       |       |       |
| ↘3480 | ↘3393 | ↘3307 | ↘3100 |       |       |       |

## Состав сельского поселения
В состав поселения входят 4 населённых пункта: 3 села и 1 деревня.
| № | Населённый пункт | Тип населённого пункта       | Население |
| - | ---------------- | ---------------------------- | --------- |
| 1 | Богдашкино       | село                         | 968       |
| 2 | Новые Алгаши     | село                         | 874       |
| 3 | Средние Алгаши   | деревня                      | 407       |
| 4 | Старые Алгаши    | село, административный центр | 1688      |

## Известные уроженцы
- Князькин, Николай Григорьевич — Герой Советского Союза.
- Муравьев, Александр Иванович